# Новоселиця (Ніжинський район)
Новосе́лиця —  село в Україні, у Новобасанській сільській громаді Ніжинського району Чернігівській області.

## Історія
Позначене на Спеціальній карті Західної частини Росії Шуберта 1826-1840 рр. як х. Новоселиця.
В 1859 році належало до Козелецького повіту Чернігівської губернії з населенням 86 осіб в 10 дворах.
Зображене на карті - триверстовці кінця 19 ст. як хутір Новоселиця.
В 1923 р. - хутір в складі Бобровицького району Ніжинського округу Чернігівської губернії. 1924 р. - населення 148 осіб в 32 господарствах.
З 1935 по 1959 рік  - в складі Новобасанського району Чернігівської області. 1959-2020 - в складі Бобровицького району.
З 2020 року у складі Новобасанської громади Ніжинського району.
17 липня 2020 року, в результаті адміністративно-територіальної реформи та ліквідації Бобровицького району, село увійшло до складу Ніжинського району.
Постійного населення у селі немає, однак сезонне є — декілька садиб є заселеними, земельні ділянки обробляються. Саме тому село, що є офіційно нежитловим з кінця 1980-х років, не було зняте з обліку.